# Few-Body Systems
Few-Body Systems is een internationaal, aan collegiale toetsing onderworpen wetenschappelijk tijdschrift op het gebied van de natuurkunde. De naam wordt in literatuurverwijzingen meestal afgekort tot Few Body Syst. Het wordt uitgegeven door Springer Science+Business Media.